# Filthyminds
Filthyminds je česká hardcore metalová skupina z Brna, hrající od roku 2004. Kapela vydala v roce 2008 své první album, nazvané Na oko pěst (nahráno ve studiu Shaark a vydáno na vlastní náklady). V roce 2013 kapela vydala své druhé album Filthy Family (nahráno ve studiu Street Sound a vydáno na vlastní náklady).    

## Diskografie
- Demo (2005)
- Promo (2008)
- Na oko pěst (2008)
- Filthy Family (2013)
- Na konci cesty (2016)